# Unfallkasse des Bundes

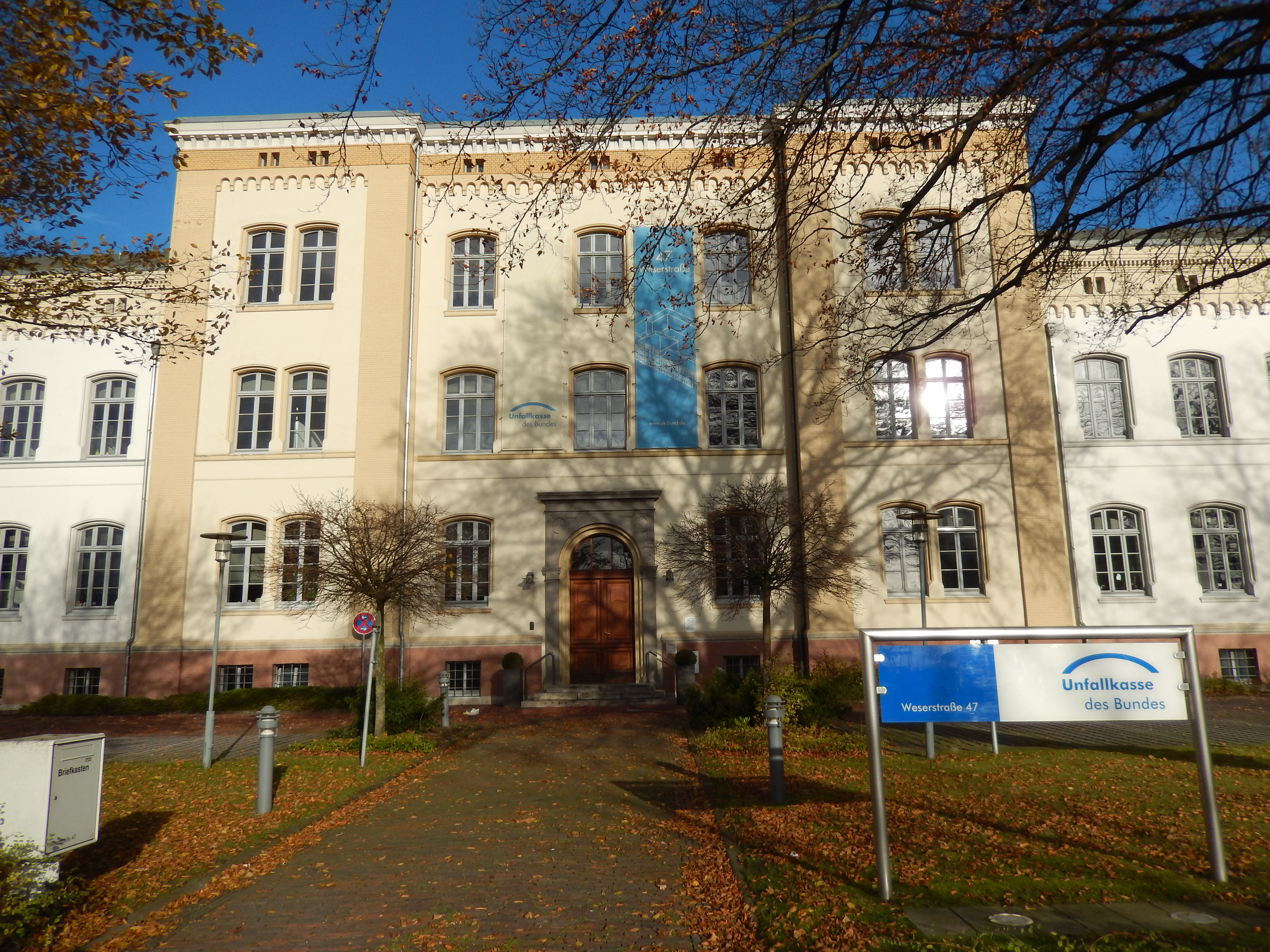
Eingangsbereich der Unfallkasse in Wilhelmshaven

Die Unfallkasse des Bundes (UK-Bund, ehem.: Bundesausführungsbehörde für Unfallversicherung, BAfU) war bis Ende 2014 die zuständige Unfallkasse für Arbeitnehmer der Bundesverwaltung, der Arbeitsämter, der ausländischen Streitkräfte in Deutschland und besonderer Unternehmen wie Anstalten und Stiftungen. Darüber hinaus hatte der Bund die soziale Verantwortung für besondere Personen, die nicht unmittelbare Beschäftigte der Bundesverwaltung sind (z. B. Mitarbeiter und Ehrenamtliche des DRK), übernommen und sie bei der Unfallkasse des Bundes unfallversichert. Die UK-Bund betreute mehr als sechs Millionen Versicherte – in Deutschland und im Ausland. Der Hauptsitz befand sich in Wilhelmshaven, eine weitere Verwaltungsstelle gab es in Münster. Außenstellen der Prävention befanden sich in Berlin und Mainz. 
Die Unfallkasse des Bundes und die Eisenbahn-Unfallkasse fusionierten am 1. Januar 2015 zur neuen Unfallversicherung Bund und Bahn (UVB). Der neue Träger ist mit der Hauptverwaltung in Wilhelmshaven und Frankfurt sowie an neun weiteren Standorten tätig.

## Versicherte
Die UK-Bund versicherte u. a.
- ca. 270.000 Beschäftigte der Bundesverwaltung, Bundesagentur für Arbeit, ausländischer Streitkräfte und übernommenen Einrichtungen (Anstalten, Stiftungen etc.).
- ca. 350.000 haupt- und ehrenamtliche Mitarbeiter der Bundesanstalt Technisches Hilfswerk und des Deutschen Roten Kreuzes (DRK)
- mehr als 1,8 Millionen Blutspender des Deutschen Roten Kreuzes
- über 4,2 Millionen Arbeitslose, wenn sie auf Anordnung des Arbeitsamtes z. B. zu einem Vorstellungsgespräch gefahren sind.
- Auslandslehrer (von der Zentralstelle für das Auslandsschulwesen entsandt an deutsche Schulen im Ausland)
- Ortskräfte bei den Vertretungen des Bundes im Ausland: z. B. Botschaften, Generalkonsulate, Bundeswehreinrichtungen in den USA oder im ehemaligen Jugoslawien und die Goethe-Institute
- Entwicklungshelfer (von: Deutscher Entwicklungsdienst, Arbeitsgemeinschaft für Entwicklungshilfe, Evangelischer Entwicklungsdienst, Weltfriedensdienst, Eirene, Christliche Fachkräfte International)

Im Jahr 2002 wurden knapp 38.000 Unfälle und Erkrankungen angezeigt. Gut 33.000 Renten an Verletzte und Hinterbliebene wurden gezahlt. 2002 wurden rund 200 Millionen Euro ausgegeben, 146 Millionen Euro allein für Rentenzahlungen.
Die Künstlersozialkasse ist als besondere Abteilung der Unfallkasse des Bundes eingegliedert. Sie hat ihren Sitz ebenfalls in Wilhelmshaven.

## Aufsichtsbehörde
Für Bundesbehörden ist die Unfallkasse des Bundes Aufsichtsbehörde für den Arbeitsschutz im Auftrag der Zentralstelle für Arbeitsschutz beim Bundesministerium des Innern nach ArbSchG § 21. Beschäftigte dürfen sich bei berechtigten Zweifeln an der Arbeitssicherheit oder dem Arbeitsschutz, nachdem sie nachweislich alle innerbetrieblichkeiten Möglichkeiten ausgeschöpft haben, an die Aufsichtsbehörde wenden, ohne Nachteile befürchten zu müssen.

## Informationsfreiheit
Die Unfallkasse des Bundes unterliegt dem Informationsfreiheitsgesetz und kann über Aufsichtsmaßnahmen anonymisierte Auskünfte erteilen.